# Deanna Panting
Deanna Panting (* 25. Oktober 1964) ist eine kanadische Skeletonpilotin.
Dianna Panting begann 1996 mit dem Skeletonsport und gehört seit 1998 dem kanadischen Nationalkader an. Trainiert wurde sie von Willi Schneider und Adam Lockhart, aktuell von Teresa Schlachter. Panting debütierte im Dezember 1998 im Weltcup bei einem Rennen in Park City. Hier wurde sie sofort Sechste. Im Februar 2000 gewann die Winnipegerin in Winterberg ihr erstes und bislang einziges Weltcuprennen. In der Gesamtwertung wurde sie 1999 Siebte, 2000 Sechste, 2001 Achte und 2003 nochmals Siebte.
Bei Weltmeisterschaften konnte Panting mehrfach gute Platzierungen erreichen, doch nie eine Medaille gewinnen. 2000 in Igls wurde die Kanadierin Siebte, 2001 in Calgary Zehnte. Weitaus erfolgreicher war sie bei Nordamerikameisterschaften. 1997 und 1999 gewann sie den Titel, 1998 Silber hinter Mellisa Hollingsworth und 2000 sowie 2003 Bronze. Bei kanadischen Meisterschaften kam sie erstmals 1998 aufs Treppchen und gewann Bronze. 2000 wurde Panting Meisterin, 2001 Vizemeisterin hinter Michelle Kelly.